# Zeewind

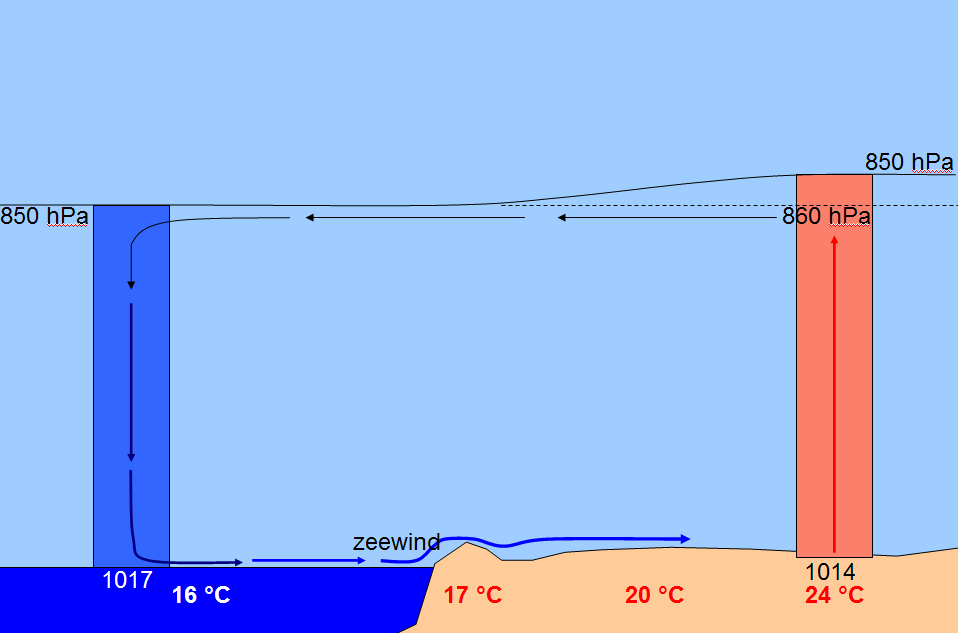
Schematisch zijaanzicht zeewindcirculatie

Zeewind is een wind die op een zonnige warme dag met in het algemeen weinig wind, vlak in de kuststreken vanuit zee plotseling kan opsteken. Door de zeewind ontstaat een enorme afkoeling die afhankelijk van de windsnelheid 20 tot 40 km landinwaarts invloed kan hebben. Het verschijnsel doet zich voor wanneer de temperatuur landinwaarts overdag sterk oploopt. Het zeewater wordt daarentegen niet zo snel warm, waardoor een groot temperatuurverschil tussen land en zee ontstaat. Op gematigde en hogere breedten komt het voor tijdens mooi weer in de warmere jaargetijden, maar in equatoriale streken komt het veel frequenter voor, afhankelijk van de dagelijkse gang. In de poolstreken komt het slechts voor tijdens zeer heldere dagen.
Tussen de lucht boven de koude zee en het veel warmere land ontstaan vervolgens kleine luchtdrukverschillen. De luchtkolom zet door een grotere verwarming boven land namelijk meer uit dan boven zee (zie schematische voorstelling). Door de drukverschillen gaat er een zwakke bovenstroming waaien van land naar zee. Boven zee daalt de lucht geleidelijk waardoor de druk daar relatief gezien toeneemt. Ook aan de grond ontstaat hieruit volgend een stroming die van zee naar land is gericht om de drukverschillen proberen op te heffen. De zeewind is dan een feit waarmee veel koudere en vochtigere lucht binnenstroomt waarin ook mist kan voorkomen. De onder deze omstandigheden van zee aangevoerde mist wordt ook wel zeemist of zeevlam genoemd.
Het invallen van zeewind gebeurt meestal pas in de loop van de middag, wanneer de temperatuur boven land voldoende is opgelopen. In de avond valt de wind weer weg, tenzij het weer totaal is omgeslagen. De zeewind kan onder bepaalde omstandigheden soms ver landinwaarts doordringen tot zelfs voorbij het midden van Nederland. Wanneer er een sterke aflandige wind staat (uit oostelijke richtingen) kan de zeelucht niet landinwaarts komen en kan het ook aan het strand warm blijven.
Er zijn twee types zeewind. Bij een zuidelijke achtergrondwind gaat de zeewind aan de Hollandse kust gepaard met een windsprong. Bij een noordelijke achtergrondwind vindt aan de Hollandse kust geleidelijke draaiing van de wind plaats. Het heersend windveld krijgt dan een westcomponent.
In incidentele gevallen kan het zeewindfront gepaard gaan met onweer. Het onweer ontstaat dan in de loop van de middag op zo'n 20 km landinwaarts. Incidenteel is in dit geval één keer in de tien jaar ergens in Noord of Zuid-Holland.
Ook aan de oevers van grote meren en waterplassen kunnen temperatuurverschillen tussen water en land optreden, waardoor ook daar de wind plotseling vanaf het water kan gaan waaien. Op rustige warme zomerdagen staat het daardoor langs de oevers in de regel iets meer wind dan midden op het meer. Bekend voorbeeld is de IJsselmeerwind. 